# Alphabet Killer
Alphabet Killer (fl. XX secolo) è il nome attribuito dai mass media statunitensi a un assassino seriale attivo a Rochester dal 1971 al 1973, colpevole di tre omicidi accertati di bambine.
Il nome deriva dal fatto che le vittime avevano le stesse iniziali per nome e cognome: l'impatto dei crimini fu tale che nella contea le bambine con iniziali uguali venivano tenute a casa per lunghi periodi. Fra la fine degli anni settanta e i novanta ci furono altri omicidi che presentavano caratteristiche simili, dei quali venne riconosciuto essere responsabile Joseph Naso, che venne arrestato e condannato a morte nel 2013. Gli altri sono ancora irrisolti.

## Storia
Fra il 1971 e il 1973 ci fu una serie di omicidi denominata Alphabet Murders o anche Double Initial Murders ("omicidi delle doppie iniziali"), in quanto ciascuna delle tre vittime, tutte assassinate per strangolamento dopo essere state violentate, aveva le stesse iniziali per il nome e il cognome e ognuna fu ritrovata in una città il cui nome iniziava con la stessa lettera:
- Carmen Colón (nata nel 1960), una bambina di 11 anni scomparsa il 16 novembre 1971 e ritrovata morta 2 giorni dopo presso Churchville (a 6 miglia di distanza);
- Wanda Walkowicz (nata nel 1962), una bambina di 11 anni scomparsa il 2 aprile 1973 e ritrovata deceduta il giorno seguente sulla State Route 104 di Webster, a 7 miglia da Rochester;
- Michelle Maenza (nata nel 1963), una bambina di 10 anni scomparsa il 26 novembre 1973 e ritrovata due giorni dopo a Macedon, a 15 miglia da Rochester.

Dall'FBI furono interrogate oltre cento persone ma poche tra esse risultarono a conoscenza dei fatti. Una persona, il cui nome non è mai stato reso noto, che all'epoca fu dichiarata "interessata nei fatti" si suicidò sei settimane dopo l'ultimo omicidio, ma venne tolta dal registro degli indagati nel 2007, quando il test del DNA ha smentito ogni suo coinvolgimento. Per l'omicidio di Carmen Colon venne indiziato inizialmente suo zio, ma le tracce quasi nulle lasciate dall'assassino non poterono confermarne la colpevolezza; lo zio si suicidò nel 1991. Altro sospettato fu il serial killer Kenneth Bianchi, colpevole insieme al cugino Angelo Buono di una serie di strangolamenti a Los Angeles.
Fra il 1977 e il 1994 vennero commessi altri quattro omicidi con analogie con i casi precedenti:
- il 10 gennaio 1977 la polizia di Fairfax, California, ricevette una comunicazione anonima che riferiva del ritrovamento di un corpo nel vicino deserto nascosto da un cespuglio; la polizia ritrovò il cadavere di una ragazza di 18 anni, Roxene Roggasch, morta per strangolamento;

- nel 1978 Carmen Lorraine Colon di 22 anni, venne trovata morta strangolata a qualche miglia di distanza da Roxene;
- 15 anni dopo, nel settembre 1993, venne ritrovata Pamela Parsons, una donna di 38 anni morta strangolata;
- nel 1994, un'altra donna di 31 anni, Tracy Tafoya, venne ritrovata cadavere in un fosso.

Tutte e quattro le vittime erano prostitute e avevano le stesse iniziali per nome e cognome, come per la serie di omicidi dei primi anni settanta nella zona di Rochester, anche se allora le vittime furono delle bambine.
Non ci furono altri sviluppi fino a che nel 2010 Joseph Naso non venne arrestato per violazione della libertà vigilata; a seguito di una perquisizione la polizia trovò a casa sua circa 4.000 foto pornografiche, molte delle quali presentavano donne che sembravano in stato di incoscienza o morte, oltre ai suoi diari, soprannominati Rape journals, con descrizioni grafiche dello stupro e della tortura di giovani donne; venne trovata anche una lista di dieci nomi, quattro dei quali sembravano potessero riferirsi ai crimini commessi fra la fine degli anni settanta e i primi novanta e noti come "Alphabet Murders" o "Double Initial Killings". Joseph Naso verrà condannato a morte nel 2013 per gli omicidi di Roxene Roggasch, Carmen Lorraine Colon, Pamela Parsons e Tracy Tafoya avvenuti tra gli anni settanta e novanta, e che erano state ritrovate strangolate in zone rurali della California.
Naso venne condannato per i quattro omicidi californiani ma non per quelli commessi a New York nei primi anni settanta. Naso viveva nella zona di Rochester all'epoca degli assassinii delle ragazze e la polizia di New York lo ha inserito fra i potenziali colpevoli anche degli altri omicidi, benché l'unica prova del DNA degli omicidi di New York non corrisponda a quella di Naso e anche la tipologia di vittima sia diversa, poiché si trattava di studentesse, e non di prostitute come in California; tuttavia esiste una tenue connessione in quanto nel 1980 ci fu un'altra uccisione a doppia iniziale quando venne ritrovato il cadavere di una donna di 22 anni di nome Sheila Shepherd di Saratoga Springs, nello stato di New York, strangolata nuda nel suo letto. Naso non ha mai confessato e non è stata quindi fornita una motivazione per le doppie iniziali simili.

## Omicidi

### Carmen Colón
Alle 16:20 del 16 novembre 1971, una bambina portoricana di nome Carmen Colón, 10 anni, scomparve nel nulla mentre stava tornando a casa dopo aver fatto una commissione in un negozio di Rochester, New York. Secondo alcuni testimoni oculari, la Colón entrò in una farmacia su West Main Street per ritirare delle medicine per la nonna, ma lasciò il locale dopo che le venne detto che le medicine non erano ancora pronte, dicendo al titolare Jack Corbin: «Devo andare! Devo andare!». Quindi fu vista salire in un'auto parcheggiata nei pressi della farmacia. La Colón fu dichiarata persona scomparsa alle 19:50.
Circa cinquanta minuti dopo l'uscita della Colón dalla farmacia, alcuni automobilisti che percorrevano la Interstate 490 videro una bambina, nuda dalla vita in giù, che correva via da un veicolo in retromarcia descritto come una Ford Pinto di colore scuro, agitando freneticamente le braccia e urlando nel tentativo di fermare le auto di passaggio. Almeno uno dei testimoni vide la Colón mentre veniva ricondotta al veicolo dal suo rapitore. Gli inquirenti stabilirono in seguito che la Colón, seminuda e in evidente stato di isteria, era stata vista mentre correva in strada da decine se non centinaia di auto, ma nessuno si era fermato per aiutare la bambina o almeno verificare cosa stesse succedendo.
Due giorni dopo, due ragazzi scoprirono il cadavere di Carmen Colón in un burrone non lontano dalla Interstate 490, e nei pressi del villaggio di Churchville, a circa 6 miglia di distanza da Rochester. Il corpo era nudo dalla vita in giù. Il suo cappotto venne ritrovato in un canale sotterraneo a poca distanza; mentre i pantaloni furono trovati solo il 30 novembre, vicino alla strada di servizio dove numerosi automobilisti l'avevano osservata mentre tentava di sfuggire al suo rapitore.
L'autopsia rivelò che, oltre ad aver subito violenza carnale, la bambina aveva il cranio fratturato ed era stata strangolata. Inoltre, sul corpo furono rinvenuti ampi segni di graffi dovuti a unghie.
Sia l'omicidio della Colón sia il fatto che nessuno si fosse fermato per prestare aiuto alla bambina in fuga sulla Interstate 490, furono notizie che crearono molta indignazione e scalpore. Due giornali di New York, il Times Union e il Democrat and Chronicle, offrirono una ricompensa cumulativa di 2.500 dollari a chi avesse fornito informazioni che potessero portare all'arresto del colpevole.

### Wanda Walkowicz
Diciassette mesi dopo, circa alle 17:00 del 2 aprile 1973, Wanda Walkowicz, 11 anni, sparì mentre tornava a casa nella zona est di Rochester. Secondo il titolare della salumeria nella quale la Walkowicz era andata per fare delle commissioni, la bambina era uscita dal negozio verso le 17:15 e si era poi incamminata da sola lungo Conkey Avenue. La scomparsa della Walkowicz fu denunciata dalla madre, Joyce, alle 20:00.
La polizia si mise immediatamente alla ricerca per localizzare Wanda Walkowicz. Quasi cinquanta agenti perquisirono diverse miglia quadrate di terreno intorno a casa sua, alla salumeria e alle aree nei pressi del fiume Genesee dove la bambina era solita andare a giocare. Le ricerche non riuscirono ad individuare Wanda, anche se molti abitanti del quartiere ricordarono di aver visto la Walkowicz, mentre camminava per strada con la borsa della spesa, nei pressi di Avenue B. Tre testimoni in particolare dissero di aver visto una macchina di colore marrone scuro che costeggiava il marciapiede dove Wanda stava camminando.
Il cadavere completamente vestito della Walkowicz fu rinvenuto da un poliziotto alle 10:15 del giorno seguente, scaricato ai piedi di una collina lungo la strada State Route 104 vicino a Webster, approssimativamente a 7 miglia da Rochester. La posizione del corpo indicava che era stato gettato da un veicolo in movimento, con il cadavere che era rotolato fino al luogo del ritrovamento.
L'autopsia rivelò che la bambina era stata ripetutamente violentata, e poi strangolata da dietro con un laccio, o più probabilmente con una cintura. Diversi graffi sul corpo indicavano che la vittima aveva lottato con il proprio aggressore. Infine, il corpo era stato rivestito dopo la morte, furono rinvenute tracce di sperma e peli pubici, e vari peli bianchi di gatto sui vestiti, anche se la famiglia della vittima non aveva animali domestici all'epoca.

### Michelle Maenza
Sette mesi dopo, la sera del 26 novembre 1973, Michelle Maenza, 11 anni, fu dichiarata scomparsa dalla madre Carolyn, dopo che non era tornata a casa da scuola. Successive investigazioni determinarono che Michelle Maenza era stata vista per l'ultima volta da alcune sue compagne di classe alle 15:20 circa mentre camminava da sola in direzione di un centro commerciale vicino alla sua scuola con l'intenzione di recuperare una borsa che sua madre aveva lasciato all'interno di un negozio all'inizio di quel giorno. Approssimativamente dieci minuti dopo, un testimone vide la Maenza seduta sul sedile del passeggero in un veicolo di colore beige mentre percorreva Ackerman Street prima di girare su Webster Avenue. Secondo questa testimonianza, la bambina stava piangendo.
Alle 17:30 del 26 novembre, un automobilista osservò un uomo in piedi vicino a un grosso veicolo beige o marrone chiaro con una gomma a terra, parcheggiato lungo la Route 350 nella città di Walworth, mentre teneva per un polso una bambina che potrebbe essere stata Michelle Maenza. Quando l'automobilista si fermò per offrire assistenza, l'individuo afferrò di peso la ragazzina e la mise dietro la sua schiena nascondendola alla vista del passante, dicendo che non aveva bisogno di alcun aiuto.
Il corpo di Michelle Maenza, completamente vestito, fu scoperto alle 10:30 del 28 novembre, steso a faccia in giù in un fosso nei pressi di una stradina di campagna a Macedon, a circa 15 miglia di distanza da Rochester. L'autopsia rivelò che oltre alle percosse, la Maenza era stata stuprata, e poi strangolata a morte da dietro con una corda. Sui vestiti della vittima furono rinvenuti numerosi peli bianchi di gatto, e campioni di foglie corrispondenti al fogliame in cui fu scoperto il suo corpo furono recuperati dall'interno di una delle sue mani serrate, indicando che fosse stata uccisa nel luogo del ritrovamento del corpo. Gli investigatori furono in grado di rilevare una parziale impronta digitale dal collo della vittima e tracce di sperma sul corpo e sulle mutandine. Le analisi del liquido seminale rivelarono che la vittima era stata violentata da un unico individuo.
Ulteriori analisi relative al contenuto dello stomaco di Michelle Maenza rivelarono tracce di hamburger e cipolle, ingeriti un'ora prima circa del decesso, dando credito ad alcuni testimoni che avevano indicato di aver visto una ragazzina che corrispondeva ai connotati della Maenza, in compagnia di un uomo caucasico con i capelli scuri, di età compresa tra i 25 e i 35 anni, in un fast food a Penfield alle 16:30 circa del pomeriggio della sua scomparsa.

## Sospettati

### Miguel Colón
Nel caso dell'omicidio di Carmen Colón, suo zio, Miguel Colón, è considerato dagli investigatori un forte indiziato come autore del reato. Miguel era il fratello del padre della Colón, Justiniano. Dopo la separazione dei genitori di Carmen, egli aveva intrattenuto una relazione sentimentale con la madre della bambina, Guillermina, e la piccola aveva iniziato a chiamarlo "zio Miguel".
In genere, nella occasioni in cui Carmen Colón andava in farmacia per prendere le prescrizioni familiari, veniva accompagnata dal nonno, Felix, anche se alla data della sua scomparsa, Carmen aveva chiesto ai suoi nonni di poter andare a piedi in farmacia da sola.
Solo qualche settimana prima della scomparsa di Carmen, suo zio aveva acquistato un'auto molto simile a quella vista sul luogo del rapimento da alcuni testimoni oculari sulla interstatale 490. Il dipartimento di polizia di Rochester ricevette sei descrizioni differenti del modello del veicolo, sebbene tutti i resoconti erano concordi che si trattasse di un automobile di lusso. Tuttavia, uno dei testimoni osservò che la bambina fu condotta verso l'auto per mano, suggerendo che probabilmente conoscesse il suo rapitore. Gli inquirenti perquisirono l'automobile di Miguel Colón poco tempo dopo l'omicidio, scoprendo che la macchina era stata recentemente lavata sia internamente che esternamente, e il bagagliaio era stato pulito con una forte soluzione detergente. Interrogando il venditore che aveva venduto l'auto a Miguel, egli disse che il bagagliaio non era stato lavato prima della vendita. In aggiunta, nell'auto fu rinvenuta una bambola di proprietà di Carmen Colón, anche se i genitori della bambina dissero agli investigatori che frequentemente la loro figlioletta viaggiava in auto con lo zio, e quindi poteva averla semplicemente dimenticata. Infine, secondo quanto dichiarato da un amico, due giorni dopo la morte della nipotina, Miguel gli aveva detto di avere l'intenzione di lasciare il Paese perché aveva fatto "qualcosa di sbagliato a Rochester". Miguel si trasferì effettivamente da Rochester a Porto Rico solo quattro giorni dopo l'omicidio della nipote.
Nel marzo 1972, gli investigatori si recarono a San Juan per interrogare Miguel, anche se i giornali locali pubblicarono articoli che descrivevano in dettaglio le intenzioni della polizia di interrogarlo, portando Miguel a fuggire. Miguel si arrese alle autorità il 26 marzo, accettando di essere estradato a Rochester per essere interrogato.
Miguel Colón non fu in grado di fornire un alibi credibile circa i suoi spostamenti nella data della scomparsa della nipote. Nonostante i forti indizi, non fu trovata nessuna prova fisica che lo collegasse all'omicidio.
Miguel Colón si suicidò nel 1991 all'età di 44 anni a seguito di una lite domestica nella quale aveva sparato e pugnalato la moglie e il fratello.

### Dennis Termini
Il pompiere venticinquenne Dennis Termini di Rochester, fu uno dei sospettati nei casi degli omicidi dell'Alphabet Killer. Termini era un noto stupratore seriale che aveva commesso almeno quattordici stupri di ragazze tra il 1971 e il 1973. Era anche proprietario di un veicolo di colore beige simile a quello descritto dai testimoni presente sul luogo dei rapimenti, e si sapeva che aveva abitato vicino al luogo dove era stata vista per l'ultima volta la vittima Michelle Maenza.
Cinque settimane dopo la morte dell'ultima vittima dell'Alphabet Killer, il 1º gennaio 1974, Termini tentò di rapire una ragazzina adolescente minacciandola con una pistola, anche se fuggì quando la ragazza si mise a strillare. Poco tempo dopo, fu fermato dalla polizia mentre stava cercando di attirare un'altra potenziale vittima, e Termini si suicidò sparandosi in testa per sfuggire all'arresto. Una successiva analisi forense dell'auto di Termini rivelò la presenza di peli bianchi di gatto, simili a quelli ritrovati sul cadavere di Michelle Maenza. Nel gennaio 2007 il cadavere di Dennis Termini venne riesumato per ottenere un campione di DNA da confrontarsi con lo sperma rinvenuto sul corpo della Walkowicz. I risultati del test furono negativi.

### Kenneth Bianchi
Altro sospettato di essere l'Alphabet Killer fu il serial killer Kenneth Bianchi, che all'epoca degli omicidi lavorava come gelataio a Rochester. È noto che abbia lavorato in luoghi vicini alla scena del crimine dei primi due omicidi. Bianchi si trasferì da Rochester a Los Angeles nel gennaio 1976. Tra il 1977 e il 1978, lui e suo cugino Angelo Buono, si resero responsabili dei delitti degli "Strangolatori di Hillside", violentando, torturando e uccidendo 10 ragazze di età compresa dai 12 ai 28 anni. Bianchi non fu mai ufficialmente incriminato per gli omicidi dell'Alphabet Killer, e lui stesso ha sempre negato con veemenza ogni responsabilità nei crimini. Tuttavia, mentre abitava a Rochester, è risaputo che guidasse un'automobile dello stesso modello e colore di quella vista nei luoghi dei rapimenti.

### Joseph Naso
Nell'aprile 2011 Joseph Naso, 77 anni, fu arrestato a Reno, Nevada, per gli omicidi di quattro donne in California commessi tra il 1977 e il 1994, il cui cognome iniziava con la stessa lettera dell'alfabeto del nome. Naso aveva vissuto a Rochester nei primi anni settanta e viaggiava frequentemente tra New York e California. Inizialmente descritto dalle autorità come indiziato nel caso degli omicidi dell'Alphabet Killer, il test del DNA ha escluso che il suo sperma fosse quello trovato sul cadavere di Wanda Walkowicz. Naso fu processato il 18 giugno 2013, per gli omicidi delle quattro prostitute in California. Il 20 agosto fu dichiarato colpevole di tutti gli omicidi, e il 22 novembre condannato alla pena di morte.

## Riferimenti nella cultura di massa
- Nel 1975 il cantautore italiano Lucio Dalla ha dedicato a Carmen Colón una canzone, contenuta nell'album Anidride solforosa e intitolata appunto Carmen Colon; il testo, scritto da Roberto Roversi, racconta gli ultimi istanti di vita della ragazzina.
- Nel 2001 sul canale Discovery Channel è stato mandato in onda un programma che ha rivisitato la storia degli omicidi.[67]
- Nel 2008 è stato prodotto un film ispirato ai fatti degli Alphabet Murders, diretto da Rob Schmidt con protagonista Eliza Dushku.